# Giovanni Girolamo Saccheri
Giovanni Girolamo Saccheri (* 5. September 1667 in Sanremo [heute: Italien]; † 25. Oktober 1733 in Mailand) war Jesuit, Philosoph, Theologe und Mathematiker.

## Biografie
Saccheri trat 1685 in den Jesuitenorden ein. Ab 1690 studierte er Philosophie und Theologie als Jesuit in Mailand und hörte dort auch Vorlesungen in Mathematik beim Mathematiker und Jesuiten Tommaso Ceva.
Von 1694 bis 1697 lehrte er Philosophie an der Universität Turin, ab 1697 bis an sein Lebensende Philosophie und Theologie an der Universität Pavia. 1699 erhielt er, ebenfalls bis zu seinem Tod, zusätzlich den Lehrstuhl für Mathematik in Pavia.

## Mathematik

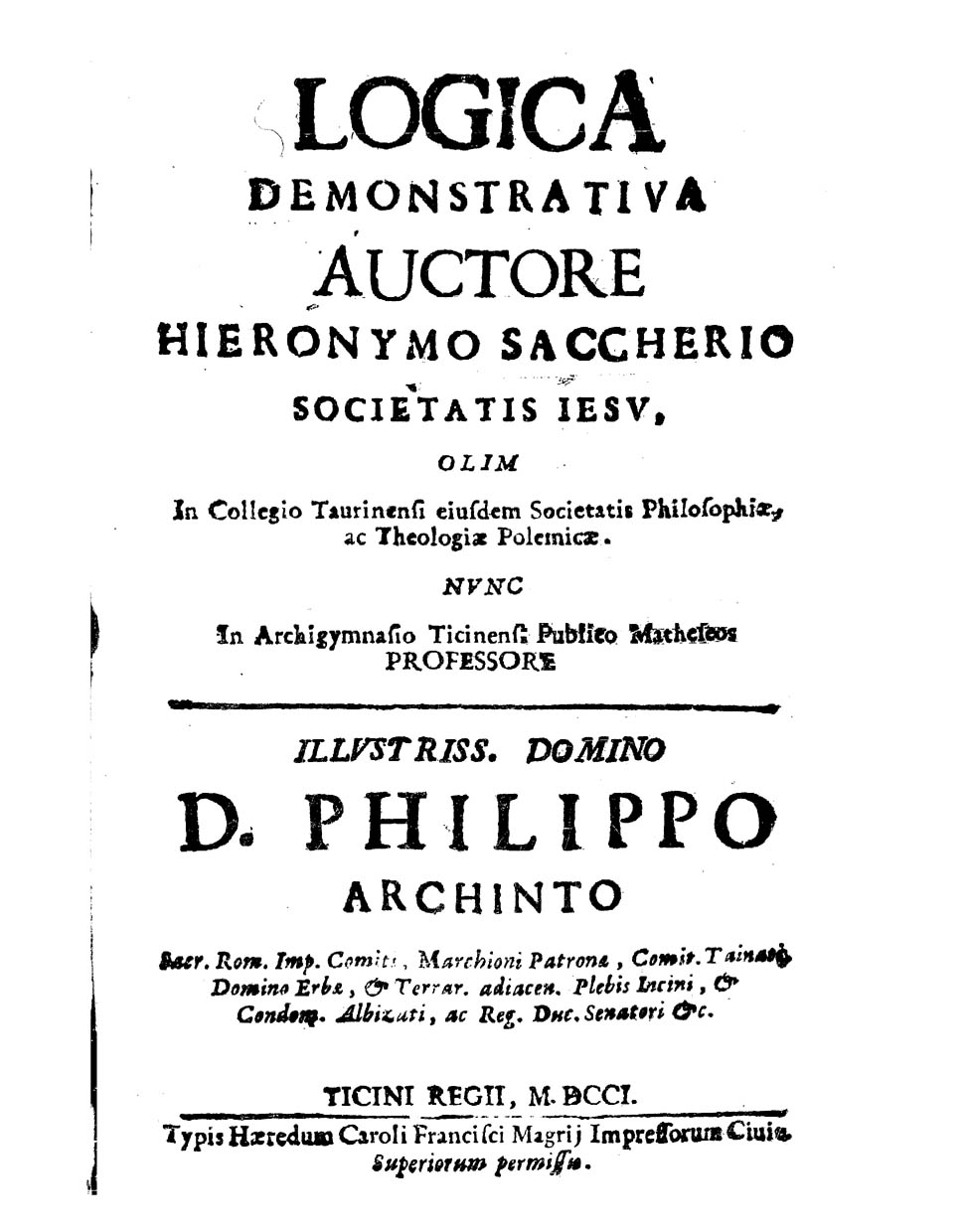

Von Saccheri stammen wichtige frühe Untersuchungen zur Nichteuklidischen Geometrie (in Euclides ab Omni Naevo Vindicatus 1733, siehe Saccheri-Viereck), in denen er versuchte, das Parallelenpostulat zu beweisen, sowie zur mathematischen Logik (Logica Demonstrativa, 1697; siehe Consequentia mirabilis).